# Welcome to the Nightmare: An All Star Salute to Alice Cooper
Welcome to the Nightmare: An All Star Salute to Alice Cooper è un album tributo dedicato al cantante statunitense Alice Cooper pubblicato nel 2006.
L'album è una ristampa del precedente Humanary Stew: A Tribute to Alice Cooper pubblicato nel 1999 con l'aggiunta delle tre nuove cover: Dead Babies (eseguita da Iced Earth), Bed Of Nails (eseguita dai Children of Bodom) e Roses On White Lace (eseguita dagli Icarus Witch).

## Tracce
1. Welcome to My Nightmare – 5:13
2. Dead Babies – 5:42
3. School's Out – 4:00
4. Black Widow – 4:49
5. Bed of Nails – 3:58
6. Go to Hell – 4:37
7. Roses on White Lace – 4:25
8. Cold Ethyl – 4:04
9. Under My Wheels – 3:21
10. Elected – 4:00
11. No More Mr. Nice Guy – 3:41
12. Billion Dollar Babies – 3:59
13. Eighteen – 5:11
14. Only Women Bleed – 5:43

## Artisti e Gruppi partecipanti
- Traccia 1: Ronnie James Dio, Steve Lukather, Phil Soussan, Randy Castillo, Paul Taylor
- Traccia 2: Iced Earth
- Traccia 3: Dave Mustaine, Marty Friedman, Bob Daisley, Eric Singer, Paul Taylor, David Glen Eisley
- Traccia 4: Bruce Dickinson, Adrian Smith, Tony Franklin, Tommy Aldridge, David Glen Eisley
- Traccia 5: Children of Bodom
- Traccia 6: Dee Snider, Zakk Wylde, Rudy Sarzo, Frankie Banali, Paul Taylor
- Traccia 7: Icarus Witch featuring Michael Romeo
- Traccia 8: Vince Neil, Mick Mars, Billy Sheehan, Simon Philips
- Traccia 9: Joe Elliott, Phil Collen, Chuck Wright, Pat Torpey, Clarence Clemmons
- Traccia 10: Steve Jones, Duff McKagan, Billy Duffy, Matt Sorum
- Traccia 11: Roger Daltrey, Slash, Mike Inez, Carmine Appice, David Glen Eisley
- Traccia 12: Phil Lewis, George Lynch, Stu Hamm, Vinnie Colaiuta, Derek Sherinian, David Glen Eisley
- Traccia 13: Don Dokken, John Norum, Tim Bogert, Greg Bissonette, David Glen Eisley
- Traccia 14: Glenn Hughes, Paul Gilbert, Mike Porcaro, Steve Ferrone, Paul Taylor, David Glen Eisley